# سوبك حتب الأول
سخم رع خوتاوي سبك حوتب (بالإنجليزية: Sekhemre Khutawy Sobekhotep)‏، (بالإنجليزية: Sobekhotep I)‏، عاش في مصر منذ قرابة 3800 عام. يرجح أن يكون أول من تولى حكم مصر في بداية الأسرة الثالثة عشر من عصر الانتقال الثاني، 1786 - 1763 ق.م. التي شهدت غزو الهكسوس للبلاد قبل نحو 38 قرنا.

## اكتشاف المقبرة
اكتشف قبر الملك سوبك حتب الأول، أثناء عمل بعثة جامعة بنسلفانيا بالولايات المتحدة بالتعاون مع وزارة الآثار في الجنوب من مدينة أبيدوس بمحافظة سوهاج. اتضح أن الخيوط الأولى لهذا الكشف بدأت تتضح حينما تم العثور على تابوت ضخم من الكوارتزيت يزن 60 طن في عام 2013 ، إلي أن تم العثور علي كسرات للوحة منقوشة تحمل اسم الملك وتصوره جالساً علي العرش.
كما تم العثور أيضا على كسرات لأواني كانوبية تخص الملك والتي كان يحفظ بداخلها الأعضاء الداخلية لجسد المتوفى، بالإضافة إلي عدد من العناصر المذهبة لمتاعه الجنائزي. وتسعى وزارة الأثار المصرية لاتمام الانتهاء من استكمال أعمال الحفائر بالموقع والكشف عن كافة العناصر المعمارية للمقبرة، كما تؤكد على ضرورة وضع خطة سريعة لترميمها وتأهيلها للافتتاح أمام السياحة المحلية والعالمية، في إطار مساعي وزارة الآثار لافتتاح مقاصد أثرية جديدة تعمل على تنشيط حركة السياحة الوافدة إلي مصر.
ويشير قطاع الآثار المصرية إلي أن المقبرة المكتشفة مصممة على الشكل الهرمي، كما أنها تتشابه مع إحدى الأهرامات المعروفة والتي تخص “أمني كماو" أحد ملوك مصر في بدايات عصر الأسرة 13 والموجود بدهشور بالقرب من مدينة منف، كما أن المقبرة مشيدة من الداخل من كتل حجرية ضخمة مستخرجة من محاجر طره، أما غرفة الدفن فمبنية من جحر الكوارتزيت الأحمر الذي تم نقله من الجبل الأحمر بالقرب من القاهرة الي ابيدوس أوضح أيمن الضمراني الأثاري المرافق للبعثة: يعد إحدى الاكتشافات الهامة في الفترة الأخيرة، حيث لم يعثر لصاحب المقبرة على أي آثار تذكر إلا النذر القليل، من بينها الإشارة إلي اسمه علي أحدي الجدران الأثرية بأبيدوس وما ورد في بردية تورين بايطاليا يشير إلي أنه تولى حكم مصر لمده 4 سنوات ونصف ، والتي تعد أطول فترة حكم في ذلك العصر، مما يعكس أهمية الكشف عن مقبرته لما تحتويه من نقوش قد تساهم في التعرف على المزيد من التفاصيل الخاصة بحياته وفترة حكمه.
كما ان احدث الاكتشافات التي حققتها البعثة تتمثل في اكتشاف تابوت مهم يعود لزمن الاسرة 13 في ذراع أبو النجا مشيرا إلي ان اهمية التابوت تظهر في النقوش والمناظر التي تعلوه إضافة إلي ندرة الآثار التي تخص الاسرة 13. وان التابوت عليه نصوص مهمة تمثل تطورا لنصوص الاهرامات، وان المعهد الألماني قد قام بترميم التابوت باحدث النظم وتم وضعه في متحف الأقصر.
المقبرة المكتشفة مؤخراً مصممة على الشكل الهرمى، وتشبه إلى حد بعيد أحد الأهرامات التي تخص الماك «أمنى كماو» أحد ملوك الأسرة الثالثة عشر والموجود بمنطقة دهشور بالقرب من مدينة منف، كما أنها مشيدة من الداخل من كتل حجرية ضخمة، أما غرفة الدفن فيها، مبنية من جحر الكوارتزيت الأحمر الذي تم نقله من الجبل الأحمر بالقرب من القاهرة إلى أبيدوس.

## مقالات ذات صلة
- أسرة مصرية ثالثة عشر